# Comuna Parhomenko, Krasnodon
Parhomenko (în ucraineană Пархоменко) este o comună în raionul Krasnodon, regiunea Luhansk, Ucraina, formată din satele Berehove, Horoșîlove, Hreașcivka, Iliivka, Krujîlivka, Novokîiivka, Ohulceansk și Parhomenko (reședința).

## Demografie
Componența lingvistică a comunei Parhomenko
     Ucraineană (51,71%)
     Rusă (47,87%)
     Alte limbi (0,23%)
Conform recensământului din 2001, majoritatea populației comunei Parhomenko era vorbitoare de ucraineană (51,71%), existând în minoritate și vorbitori de rusă (47,87%).